# Neoplatycerus palestinensis
Neoplatycerus palestinensis is een vliesvleugelig insect uit de familie Encyrtidae. De wetenschappelijke naam is voor het eerst geldig gepubliceerd in 1945 door Rivnay.